# اینفیکان
اینفیکان (انگلیسی: INFICON) شرکت مهندسی برق سوئیسی است، که در سال ۲۰۰۰ تأسیس شد.